# Lophiomus
Lophiomus is een monotypisch geslacht van straalvinnige vissen uit de familie van zeeduivels (Lophiidae). Het geslacht is voor het eerst wetenschappelijk beschreven in 1883 door Gill.

## Soort
- Lophiomus setigerus (Vahl, 1797)